# Dangeau
Dangeau es una comuna nueva francesa situada en el departamento de Eure y Loir, de la región de Centro-Valle de Loira.

## Historia
Fue creada el 1 de enero de 2018, en aplicación de una resolución del prefecto de Eure y Loir de 29 de septiembre de 2017 con la unión de las comunas de Bullou, Dangeau y Mézières-au-Perche, pasando a estar el ayuntamiento en la antigua comuna de Dangeau.

## Demografía
| Gráfica de evolución demográfica de Dangeau entre 1800 y 2015 |
|                                                               |

Los datos entre 1800 y 2015 son el resultado de sumar los parciales de las tres comunas que forman la nueva comuna de Dangeau, cuyos datos se han cogido de 1800 a 1999, para las comunas de Bullou, Dangeau y Mézières-au-Perche de la página francesa EHESS/Cassini. Los demás datos se han cogido de la página del INSEE.

## Composición
| Comuna delegada    | Código INSEE | Población (2014) | Superficie (km²) | Densidad (hab./km²) |
| ------------------ | ------------ | ---------------- | ---------------- | ------------------- |
| Bullou             | 28066        | 245              | 9.14             | 27                  |
| Dangeau            | 28127        | 934              | 39.63            | 24                  |
| Mézières-au-Perche | 28250        | 134              | 6.11             | 22                  |